# Chépy
Chépy – miejscowość i gmina we Francji, w regionie Hauts-de-France, w departamencie Somma.
Według danych na rok 2011 gminę zamieszkiwało 1300 osób, a gęstość zaludnienia wynosiła 177 osób/km² (wśród 2293 gmin Pikardii Chépy plasuje się na 235. miejscu pod względem liczby ludności, natomiast pod względem powierzchni na miejscu 662.).